# Beshasha
Beshasha è una città nell'Etiopia centrale.
Sulla base dei dati dell'Agenzia statistica centrale nel 2005, Beshasha aveva una popolazione totale stimata di 2 624 di cui 1 320 erano maschi e 1 304 femmine. Il censimento del 1994 riferiva che questa città aveva una popolazione totale di 1 467 di cui 716 maschi e 751 femmine. È una delle sei città nella woreda di Gomma.
I documenti sul sito web del Nordic Africa Institute riferiscono della presenza di una scuola elementare costruita con fondi svedesi nel 1965. Il 14 ottobre 2006 trecento musulmani, armati di pistole e coltelli, avrebbero attaccato un gruppo di cristiani etiopi disarmati. I rapporti affermano che sei persone (due sacerdoti, due donne anziane e due uomini) furono uccisi e altre 15 persone rimasero ferite. Nel febbraio dell'anno successivo, l'Alta corte federale Jimma ha condannato a morte sei uomini e altri 100 imputati in prigione per la loro partecipazione a questo attacco.